# Rešov
Rešov é um município da Eslováquia, situado no distrito de Bardejov, na região de Prešov. Tem 9,16 km² de área e sua população em 2018 foi estimada em 301 habitantes.

## Demografia
| Ano:        | 1994 | 2004   | 2014    | 2024   |
| ----------- | ---- | ------ | ------- | ------ |
| Broj ljudi: | 357  | 353    | 307     | 313    |
| Razlika:    |      | -1,12% | -13,03% | +1,95% |

| Ano:               | 2023 | 2024   |
| ------------------ | ---- | ------ |
| Número de pessoas: | 317  | 313    |
| Diferença:         |      | -1,26% |